# Испанско-русская практическая транскрипция
Для передачи испанских имён собственных и непереводимых реалий в русском языке используются унифицированные правила практической транскрипции.

## Таблица
| Буква/буквосочетание | Примечание                                                                                               | Передача      | Примеры |
| -------------------- | --- | ------------- | --- |
| a                    | | а             | Arauco Арауко |
| a                    | после ll, ñ                                                                                              | я             | Valladolid Вальядолид, Acuña Акунья                                                                                           |
| b                    | | б             | Benito Бенито |
| b                    | традиционно — в некоторых словах                                                                         | в             | Habana Гавана |
| c                    | перед e, i                                                                                               | с             | Cesar Сесар, Tulancingo Тулансинго, Salce Сальсе                                                                              |
| c                    | перед a, o, u, согласными, в конце слова                                                                 | к             | Costa Rica Коста-Рика, Veracruz Веракрус, Ecatepec Экатепек                                                                   |
| ch                   | | ч             | Chinchilla Чинчилья, Chihuahua Чиуауа                                                                                         |
| ch                   | на конце слов в словах каталанского происхождения                                                        | к             | Albuixech Альбушек |
| d                    | | д             | Madrid Мадрид, Durango Дуранго                                                                                                |
| dz                   | при передаче названий из индейских языков Центральной Америки                                            | ц             | Dzemul Цемуль |
| e                    | в начале слова, после начального h и после гласных, кроме i, y                                           | э             | Ensenada Энсенада, Fuente Фуэнте                                                                                              |
| e                    | после согласных                                                                                          | е             | Torreón Торреон, Campeche Кампече                                                                                             |
| f                    | | ф             | Fernando Фернандо |
| g                    | перед e, i                                                                                               | х             | Ángel Анхель, Gijón Хихон |
| g                    | в остальных случаях                                                                                      | г             | Nogales Ногалес, Gómez Гомес, Guanajuato Гуанахуато, Grande Гранде                                                            |
| h                    | | не передаётся | Huelva Уэльва, Hermosillo Эрмосильо, Mahide Маиде                                                                             |
| h                    | при передаче звука [h] в некоторых индейских названиях                                                   | х             | Tihosuko Тихосуко, Halacho Халачо                                                                                             |
| h                    | традиционно — в некоторых словах                                                                         | г             | Habana Гавана, Honduras Гондурас                                                                                              |
| hu                   | при передаче звука [w] в индейских названиях                                                             | у             | Huixquilucan Уискилукан, Atahualpa Атауальпа, Teotihuacan Теотиуакан.                                                         |
| hui                  | при передаче звукосочетания [wi] в некоторых индейских названиях                                         | ви            | Huiracocha Виракоча, Rumiñahui Руминьяви.                                                                                     |
| i                    | в большинстве случаев                                                                                    | и             | Imuris Имурис |
| i                    | после гласной, кроме случаев, когда спереди u, а после i нет гласной (см. ниже также ui)                 | й             | Buenos Aires Буэнос-Айрес, Almeida Альмейда                                                                                   |
| ia                   | в конце слова                                                                                            | ия            | Galicia Галисия |
| ia                   | в середине слова                                                                                         | ья            | Santiago Сантьяго |
| ia                   | после начального r, после rr, согл.+r или трех согласных                                                 | иа            | Riaño Рианьо; Arriaga Арриага; Ampliación Амплиасьон                                                                          |
| ia                   | традиционно — в некоторых именах                                                                         | иа            | Aureliano Аурелиано, Julián Хулиан                                                                                            |
| ía                   | в конце слова                                                                                            | ия            | Bahía Баия, Mejía Мехия; иа в виде исключения García Гарсиа, Гарсия                                                           |
| ía                   | в середине слова                                                                                         | иа            | Días Диас, Farías Фариас |
| ie                   | после согласной (кроме h) — в общем случае                                                               | ье            | Aguascalientes Агуаскальентес, Piedad Пьедад, Viedma Вьедма, Pliego Пльего                                                    |
| ie                   | после начального r, после rr, согл.+r или трех согласных                                                 | ие            | Riera Риера, Corrientes Корриентес, Priego Приего                                                                             |
| ie                   | после начального h                                                                                       | не передаётся | La-Hierra Ла-Ерра |
| ie                   | традиционно — в некоторых именах                                                                         | ие            | Diego Диего, Daniel Даниель                                                                                                   |
| io                   | в конце слова                                                                                            | ио            | Rosario Росарио |
| io                   | после начального r, после rr, согл.+r или трех согласных                                                 | ио            | Riola Риола |
| io                   | после согласной                                                                                          | ьо            | Nacional Насьональ, Concepción Консепсьон                                                                                     |
| iu                   | | ью            | Ciudad Сьюдад, Teziutlán Тесьютлан, Jiutepec Хьютепек                                                                         |
| ix                   | в словах каталанского происхождения                                                                      | ш             | Albuixech Альбушек |
| j                    | | х             | Juan Хуан, Jalisco Халиско |
| jh                   | в странах Карибского региона                                                                             | дж            | Jhonny Джонни |
| k                    | встречается только в словах иностранного происхождения                                                   | к             | Akumal Акумаль, Tikal Тикаль                                                                                                  |
| l                    | перед гласными                                                                                           | л             | Luis Луис |
| l                    | перед согласными и в конце слова                                                                         | ль            | Acapulco Акапулько, Miguel Мигель                                                                                             |
| ll                   | | ль            | Trujillo Трухильо, Valles Вальес, Carbellino Карбельино                                                                       |
| m                    | | м             | Mendoza Мендоса |
| n                    | | н             | Santander Сантандер |
| ñ                    | | нь            | Zúñiga Суньига, Logroño Логроньо, Peña Пенья, Osmeña Осменья                                                                  |
| ña                   | традиционно — в некоторых словах                                                                         | ния           | España Испания |
| o                    | | о             | Omelio Омелио, Orizaba Орисаба                                                                                                |
| p                    | | п             | Pedro Педро |
| q                    | при передаче звука [q] в некоторых индейских названиях                                                   | к             | Qispe Киспе |
| qu                   | только перед e, i                                                                                        | к             | Quero Керо, Quintana Roo Кинтана-Роо, Zoquiapan Сокьяпан, Quezon Кесон, Quito Кито                                            |
| r                    | | р             | Gaspar Гаспар, Reynosa Рейноса                                                                                                |
| rr                   | | рр            | Herrera Эррера, Corrida Коррида                                                                                               |
| s                    | | с             | Solsona Сольсона |
| sh                   | повсеместно в Южной Америке при передаче индейских названий                                              | ш             | Ancash Анкаш, Ushuaia Ушуая                                                                                                   |
| t                    | | т             | Toledo Толедо, Timoteo Тимотео                                                                                                |
| tx                   | в словах каталанского, баскского происхождения                                                           | ч             | Andratx Андрач, Atxondo Ачондо                                                                                                |
| tz                   | в именах иностранного происхождения                                                                      | ц             | Atzitzihuacán Ацициуакан |
| u                    | в большинстве случаев                                                                                    | у             | Ujué Ухуэ, Buey Буэй, Guanajuato Гуанахуато, Nicaragua Никарагуа                                                              |
| u                    | после ll, ñ, i, y (см. также iu, yu)                                                                     | ю             | Caballuco Кабальюко |
| u                    | традиционно — в некоторых словах                                                                         | в             | Guatemala Гватемала, Guadalajara Гвадалахара, Uruguay Уругвай                                                                 |
| u                    | в сочетаниях gue, que, qui, gui                                                                          | не передаётся | Guerrero Герреро, Querétaro Керетаро, Quito Кито, Aguilar Агилар                                                              |
| ü                    | | у             | Camagüey Камагуэй |
| ui                   | см. также qui, gui                                                                                       | уи            | San Luis Сан-Луис, Huichapan Уичапан, Coahuila Коауила                                                                        |
| v                    | | в, б          | Vicente Висенте, Vivir Бибир                                                                                                  |
| w                    | встречается только в словах иностранного происхождения                                                   | в, у          | Walamo Валамо, Wilde Уайльд                                                                                                   |
| x                    | в словах иностранного происхождения (или заимствованных из каталанского, баскского или индейских языков) | ш             | Vall de Uxó Валь-де-Ушо, Xove Шове, Axpe Achondo Ашпе-Ачондо, Chicxulub Чикшулуб, Xcalak Шкалак, Uxmal Ушмаль, Xolotl Шолотль |
| x                    | в словах иностранного происхождения (или заимствованных из индейских языков)                             | х             | México Мехико, Xalapa Халапа, Oaxaca Оахака, Tlaxiaco Тлахьяко, Axarquia Ахаркия, Roxas Рохас                                 |
| x                    | в словах иностранного происхождения (или заимствованных из индейских языков)                             | с             | Tlaxcala Тласкала, Tuxtla Gutiérrez Тустла-Гутьеррес, Ixtapaluca Истапалука                                                   |
| x                    | в прочих случаях (см. также ix, tx выше)                                                                 | кс            | Ex-Ejido Экс-Эхидо, Borox Борокс                                                                                              |
| y                    | в изолированной позиции, в конце слова и между согласными                                                | и             | Guadalupe y Calvo Гуадалупе-и-Кальво, Hidalgo y Costilla y Gallaga Идальго-и-Костилья-и-Гальяга, Madryn Мадрин                |
| y                    | после гласных                                                                                            | й             | Monterrey Монтеррей, Guaymas Гуаймас                                                                                          |
| ya                   | в начале слова                                                                                           | я             | Yanga Янга |
| ya                   | после гласной                                                                                            | я, йя         | Nayarit Наярит, Playa Плая, Sayago Саяго, Toya Тойя                                                                           |
| ye                   | в начале слова и после гласных                                                                           | е             | Yecapixtla Екапистла, Ayerbe Аербе                                                                                            |
| ye                   | после согласных                                                                                          | ье            | Tulyehualco Тульеуалько, Tenexyecac Тенехьекак                                                                                |
| yo                   | в начале слова и после гласных                                                                           | йо            | Yoro Йоро |
| yo                   | после согласных                                                                                          | ьо            | Banyoles Баньолес |
| yu                   | | ю             | Yucatán Юкатан |
| z                    | см. также tz                                                                                             | c             | Pérez Перес, Zacatecas Сакатекас, Zihuatanejo de Azueta Сиуатанехо-де-Асуэта                                                  |

### Использованная литература
- Ермолович Д. И. Имена собственные на стыке языков и культур. Заимствование и передача имён собственных с точки зрения лингвистики и теории перевода. С приложением правил практической транскрипции имён с 23 иностранных языков, в том числе, слоговых соответствий для китайского и японского языков. — М.: Р. Валент, 2001. — С. 148—150. — ISBN 5-93439-046-5.
- Гиляревский Р. С. Иностранные имена и названия в русском тексте. — М.: Высшая школа, 1985. — С. 144—153.

## Дополнительные замечания
- В русском языке служебный элемент «и» в испанских фамилиях выделяется дефисами[3]: Хосе Ортега-и-Гассет, Риего-и-Нуньес. В оригинальном испанском написании этих дефисов нет.

## Передача имён испанских монархов
Имена правителей Пиренейского полуострова передавались на русский язык по-разному. Правители Арагона с именем «Педро» его сохранили в Энциклопедическом словаре Брокгауза и Ефрона. В переводе книги Артура Брайанта «Эпоха рыцарства в истории Англии» Педро III назван Петром III.
Во введении к академической «Истории Испании», изданной в 2012 году, ситуация с передачей имен монархов Испании описана так:

С именами правителей Испании в настоящее время существует двойственная ситуация: с одной стороны сохраняется латинская традиция (Филипп, а не Фелипе, Изабелла, а не Исабель), с другой — историки уже давно пишут Энрике, а не Генрих, Фернандо, а не Фердинанд. Авторы и редакторы этой книги исходили именно из этого, не пытаясь жёстко провести какой-то определённый принцип.

## Официальная инструкция для географических названий
- Инструкция по русской передаче географических названий стран испанского языка / Сост. И. П. Литвин; Ред. К. Т. Бойко. — М., 1975. — 108 с. — 1000 экз.

Инструкция издана с грифом «Обязательна для всех ведомств и учреждений СССР». В ней не только содержатся правила передачи на русский язык географических названий с испанского языка, но также перечислены особенности каталанского, галисийского, баскского языков, особенности передачи индейских названий Латинской Америки. Приведён список традиционных названий (написание которых отступает от правил инструкции, например: España — Эспанья — Испания). Дан словарь географических терминов и слов, встречающихся в названиях, и др.
Инструкция включена в перечень действующих нормативных актов и документов на производство картографических работ (раздел «Инструкции, правила, словари по передаче географических названий»): на сайте allmedia.ru; на сайте consultant.ru.